# Бакстер, Уильям
Уильям Бакстер (англ. William Baxter, 15 января 1787 — 1 ноября 1871) — британский ботаник и куратор Оксфордского ботанического сада. 

## Биография
Уильям Бакстер родился 15 января 1787 года.
Бакстер был автором работы British Phaenogamous Botany or Figures and Descriptions of the Genera of British Flowering Plants, которая была опубликована в 1834—1843 годах в шести томах.
В 1835 году был опубликован второй том его работы British Phaenogamous Botany or Figures and Descriptions of the Genera of British Flowering Plants.
Уильям Бакстер умер 1 ноября 1871 года.

## Научная деятельность
Уильям Бакстер специализировался на семенных растениях.
|  |  |

## Публикации
- William Baxter. British Phaenogamous Botany or Figures and Descriptions of the Genera of British Flowering Plants[2]. 1834—1843 (6 volumes).